# 克利爾萊克鎮區 (明尼蘇達州舍本縣)
克利爾萊克鎮區（英語：Clear Lake Township）是位於美國明尼蘇達州舍本縣的一個行政鎮區。
克利爾萊克鎮區Clear Lake Township成立于1858年。

## 地理
根据美国人口普查局的数据，该镇总面积为 37.1 平方英里（96 平方公里2），其中 33.7 平方英里（87 平方公里2）是陆地，3.4 平方英里（8.8 平方公里2）（9.27%）是水域。
Clear Lake 的西南部与密西西比河接壤。

## 人口
截至 2000 年的人口普查[1]，该镇有 1,630 人、574 户和 478 个家庭。人口密度为每平方英里 48.4 名居民（18.7/km2）。有 821 个住房单元，平均密度为每平方英里 24.4 个（9.4/km2）。该镇的种族构成为 98.53% 白人、0.25% 非裔美国人、0.06% 美洲原住民、0.06% 亚洲人、0.80% 来自其他种族和 0.31% 来自两个或多个种族。任何种族的西班牙裔或拉丁裔占人口的 0.92%。
共有 574 个家庭，其中 38.9% 有 18 岁以下的孩子与他们同住，79.3% 是已婚夫妇同住，2.8% 有女性户主没有丈夫在场，16.6% 是非家庭。13.8% 的家庭由个人组成，4.4% 的家庭有 65 岁或以上的独居者。平均家庭人数为 2.84 人，平均家庭人数为 3.12 人。
该镇的人口分布广泛，18岁以下占27.7%，18至24岁占6.6%，25至44岁占28.3%，45至64岁占28.2%，65岁以上占9.1%。中位年龄为 37 岁。每 100 名女性中有 104.3 名男性。每 100 名 18 岁及以上的女性中，有 105.0 名男性。
该镇一个家庭的收入中位数为 63,229 美元，一个家庭的收入中位数为 67,500 美元。男性的收入中位数为 45,735 美元，而女性为 31,136 美元。该镇的人均收入为 29,599 美元。没有一个家庭和 0.5% 的人口生活在贫困线以下，包括 18 岁以下的 4.0% 和 64 岁以上的 4.0%。